# Communauté de communes Ouest Limousin
La communauté de communes Ouest Limousin est une communauté de communes française, située dans le département de la Haute-Vienne, en région Nouvelle-Aquitaine. Elle est issue de la fusion au 1er janvier 2017 de deux intercommunalités : la communauté de communes de la Vallée de la Gorre et la communauté de communes des Feuillardiers.

## Administration
| Période      | Période  | Identité            | Étiquette | Qualité                               |
| ------------ | -------- | ------------------- | --------- | ------------------------------------- |
| janvier 2017 | En cours | Christophe Gérouard | DVG       | Adjoint au maire d'Oradour-sur-Vayres |

## Territoire communautaire

### Géographie
Située au sud-ouest  du département de la Haute-Vienne, la communauté de communes Ouest Limousin regroupe 16 communes et présente une superficie de 421,4 km2.

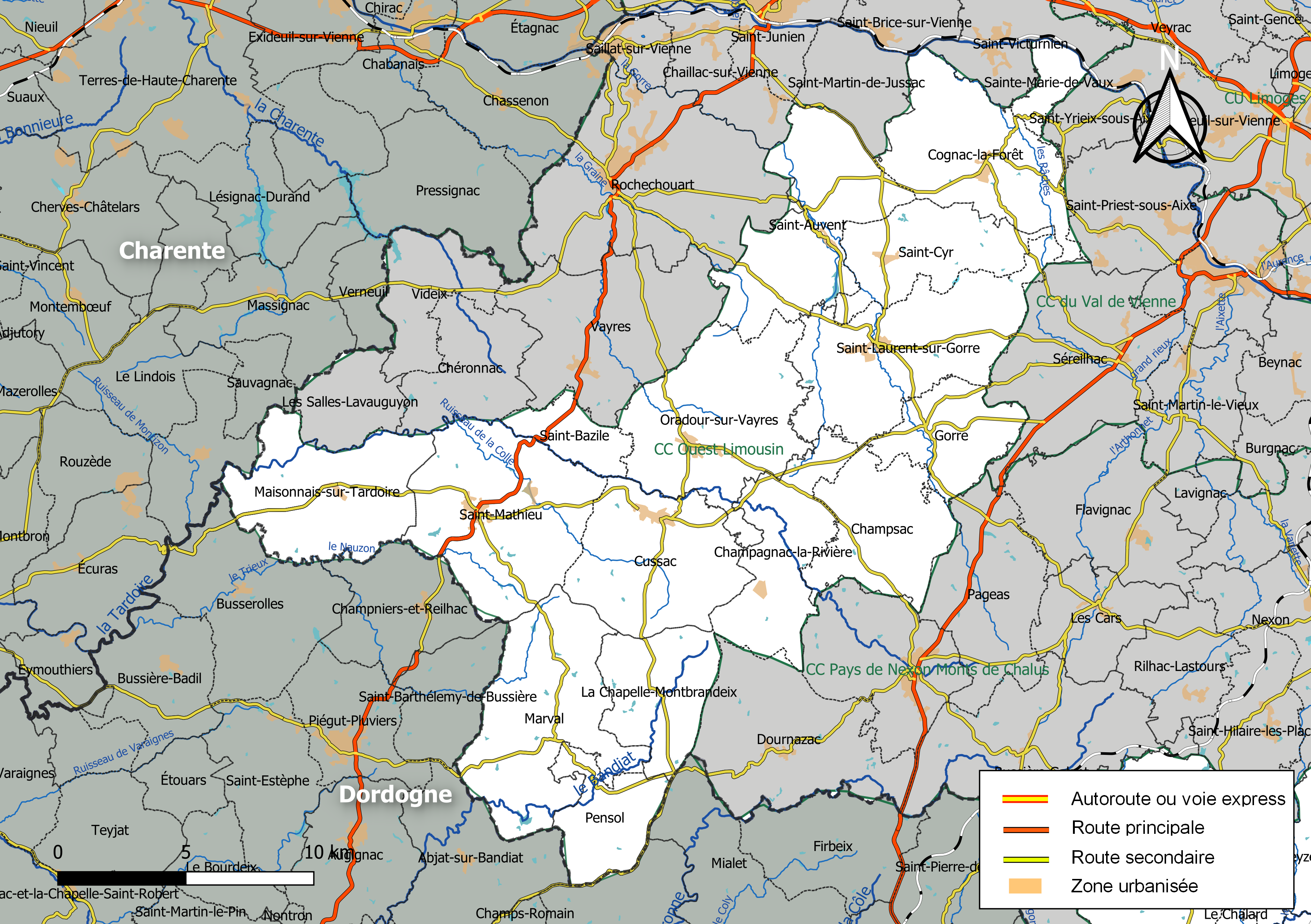
Carte de la communauté de communes Ouest Limousin au 1er janvier 2019.

### Composition

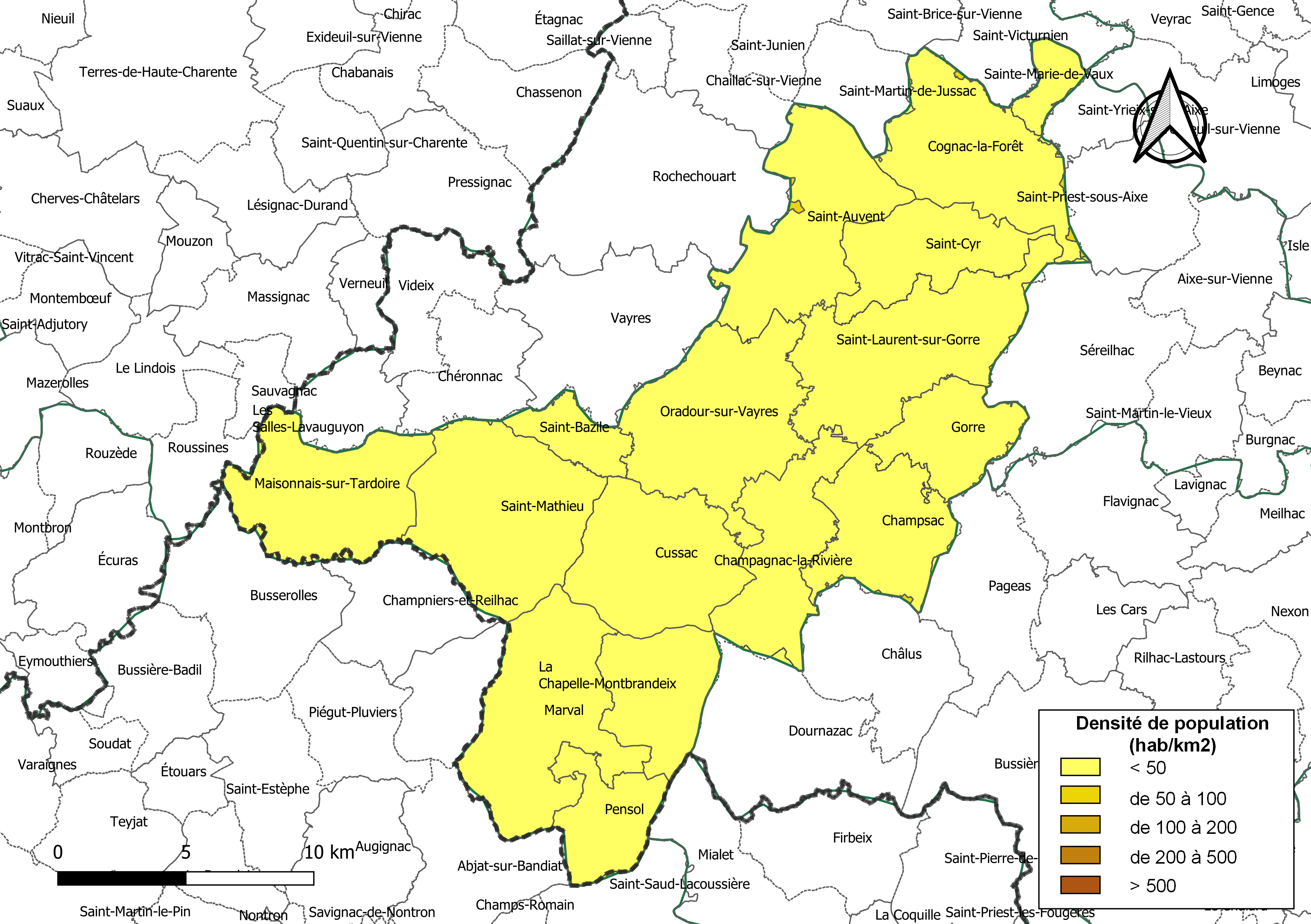
Carte des densités de population (millésimée 2016) des communes de la communauté de communes Ouest Limousin. Composition en communes au 1er janvier 2019.

La communauté de communes est composée des 16 communes suivantes :

| Nom                      | Code Insee | Gentilé     | Superficie (km2) | Population (dernière pop. légale) | Densité (hab./km2) |
| ------------------------ | ---------- | ----------- | ---------------- | --------------------------------- | ------------------ |
| Cussac (siège)           | 87054      | Cussacois   | 31,7             | 1 148 (2022)                      | 36                 |
| Champagnac-la-Rivière    | 87034      |             | 24,46            | 591 (2022)                        | 24                 |
| Champsac                 | 87036      | Champsacois | 23,94            | 688 (2022)                        | 29                 |
| La Chapelle-Montbrandeix | 87037      | Chapelauds  | 19,83            | 264 (2022)                        | 13                 |
| Cognac-la-Forêt          | 87046      | Cognaçais   | 31,56            | 1 199 (2022)                      | 38                 |
| Gorre                    | 87073      | Gorrois     | 16,17            | 388 (2022)                        | 24                 |
| Maisonnais-sur-Tardoire  | 87091      |             | 31,89            | 376 (2022)                        | 12                 |
| Marval                   | 87092      | Marvalais   | 38,5             | 481 (2022)                        | 12                 |
| Oradour-sur-Vayres       | 87111      | Oratoriens  | 39,09            | 1 602 (2022)                      | 41                 |
| Pensol                   | 87115      |             | 15,04            | 179 (2022)                        | 12                 |
| Saint-Auvent             | 87135      | Auventais   | 33,46            | 969 (2022)                        | 29                 |
| Saint-Bazile             | 87137      |             | 8,58             | 143 (2022)                        | 17                 |
| Saint-Cyr                | 87141      |             | 21,3             | 676 (2022)                        | 32                 |
| Saint-Laurent-sur-Gorre  | 87158      | Laurentais  | 39,92            | 1 391 (2022)                      | 35                 |
| Saint-Mathieu            | 87168      | Mathuséens  | 40,39            | 1 069 (2022)                      | 26                 |
| Sainte-Marie-de-Vaux     | 87162      |             | 5,55             | 206 (2022)                        | 37                 |

## Démographie
| 1968   | 1975   | 1982   | 1990   | 1999   | 2006   | 2011   | 2016   |
| ------ | ------ | ------ | ------ | ------ | ------ | ------ | ------ |
| 13 358 | 12 254 | 11 904 | 11 444 | 10 951 | 11 292 | 11 404 | 11 530 |